# Грищенко, Алексей Елисеевич
Алексе́й Елисе́евич Гри́щенко (7 августа 1937, Ленинград — 24 марта 2011, Санкт-Петербург) — советский и российский физик, доктор физико-математических наук, профессор. Ректор Сыктывкарского государственного университета.

## Биография
Родился в семье учителя Елисея Акимовича Грищенко и Александры Тимофеевны Грищенко (при рождении Лобуко), имел брата Тараса Елисеевича Грищенко (род. 1928) и сестру Лидию Елесеевну Грищенко (род. 1932).
В 1945—1948 годах учился в школе № 285, в 1948—1955 годах — в мужской школе № 183, которую окончил с отличием.
В 1955—1960 годах учился на физическом факультете Ленинградского государственного университета. В 1960 году стал младшим научным сотрудником кафедры физики полимеров. В 1965 году защитил кандидатскую диссертацию на тему «Исследование оптической анизотропии цепных молекул методом фотоупругости».
В 1974 году стал доцентом Сыктывкарского государственного университета, в 1974—1981 годах был деканом физико-математического факультета. В 1985 году стал заведующим кафедрой экспериментальной физики. В 1986 году защитил докторскую диссертацию на тему «Молекулярная механооптика полимеров в концентрированном растворе, набухшем состоянии и блоке». В 1986 году стал проректором по учебной работе, в 1987—1990 годах был ректором.
В 1990 году стал профессором Санкт-Петербургского государственного университета. В 1997—2002 годах был заведующим кафедрой общей физики.

## Признание
- 1958 — медаль «За освоение целинных земель».
- 1982 — знак «Отличник высшего образования».